# Microepidendrum subulatifolium
Die Orchidee Microepidendrum subulatifolium ist die einzige Art in der Gattung Microepidendrum. Die kleinen Pflanzen wachsen epiphytisch und sind in Trockenwäldern Mexikos beheimatet.

## Beschreibung
Microepidendrum subulatifolium bildet an einem kriechenden Rhizom in kurzem Abstand Sprossen. Diese sind dünn und werden ein bis acht Zentimeter hoch. Sie bestehen aus mehreren Internodien. Am oberen Ende der Pseudobulben sitzen zwei bis drei Blätter. Die steifen, spitzen Blätter sind im Querschnitt fast rund, auf der Oberseite mit einer Rinne versehen, drei bis zwölf Zentimeter lang bei einem Durchmesser bis zu drei Millimeter.
Der Blütenstand ist meist unverzweigt und erscheint an der Spitze der Sprosse. Er wird bis 25 Zentimeter lang und trägt wenige Blüten. Die Sepalen sind länglich-oval und am Ende zugespitzt, die Petalen sind wesentlich schmaler. Die Lippe ist weiß gefärbt, die anderen Blütenblätter gelblich-braun. Die ungeteilte Lippe ist mit der Säule verwachsen, der freie Teil ist halbkreisförmig gebogen, am Rand gefältelt und in der Mitte mit einem dreikieligen gelben Kallus versehen. Die dunkelrote Säule ist kurz und gerade, sie enthält vier Pollinien, jeweils zwei mit einem Stielchen zu einem Paar zusammengefasst. Die ovale Fruchtkapsel erreicht eine Größe von etwa zwölf auf fünf Millimeter.

## Verbreitung
Microepidendrum subulatifolium wächst als Epiphyt in trockenen Eichenwäldern. Vorkommen gibt es in den mexikanischen Bundesstaaten Guerrero, Jalisco, Michoacán und Oaxaca.

## Taxonomie und Systematik
Microepidendrum subulatifolium wurde 1845  als Epidendrum subulatifolium von Achille Richard und Henri Guillaume Galeotti in Annales des Sciences Naturelles; Botanique Serie 3, Band 3, Seite 21 beschrieben. Die Art wurde 2002 durch Wesley Ervin Higgins in Acta Botanica Mexicana Band 60, Seite 22 als Microepidendrum subulatifolium (A.Rich. & Galeotti) W.E.Higgins in die Gattung Micriepidendrum gestellt, was jedoch nicht unumstritten ist. 
Innerhalb der Unterfamilie Epidendroideae wird die Gattung Microepidendrum in die Tribus Epidendreae und dort in die Subtribus Laeliinae eingeordnet. Microepidendrum ist nicht besonders nah mit Epidendrum verwandt. Eine genetische Analyse zeigte diese Gattung als Schwestertaxon aller restlichen Laeliinae.